# Ilija Gruev (calciatore 2000)
Ilija Iliev Gruev (in bulgaro Илия Илиев Груев?; Sofia, 6 maggio 2000) è un calciatore bulgaro, centrocampista del Leeds Utd e della nazionale bulgara.

## Biografia
Anche suo padre Ilija è stato un calciatore professionista.

## Carriera

### Club
Nato a Sofia, è cresciuto nel settore giovanile del Werder Brema. Ha esordito in prima squadra il 23 dicembre 2020, in occasione dell'incontro di DFB-Pokal vinto per 0-3 contro l'Hannover 96. Il 16 gennaio 2021 ha anche esordito in Bundesliga, nell'incontro vinto per 2-0 contro l'Augusta.

### Nazionale
Ha rappresentato le nazionali giovanili bulgare, venendo poi convocato per la prima volta dalla nazionale maggiore nel settembre 2022, con cui esordisce il 23 del mese stesso nel successo per 5-1 contro Gibiliterra.

## Statistiche

### Presenze e reti nei club
Statistiche aggiornate al 24 settembre 2022.
| Stagione        | Squadra         | Campionato      | Campionato | Campionato | Coppe nazionali | Coppe nazionali | Coppe nazionali | Coppe continentali | Coppe continentali | Coppe continentali | Altre coppe | Altre coppe | Altre coppe | Totale | Totale |
| Stagione        | Squadra         | Comp            | Pres       | Reti       | Comp            | Pres            | Reti            | Comp               | Pres               | Reti               | Comp        | Pres        | Reti        | Pres   | Reti   |
| --------------- | --------------- | --------------- | ---------- | ---------- | --------------- | --------------- | --------------- | ------------------ | ------------------ | ------------------ | ----------- | ----------- | ----------- | ------ | ------ |
| 2019-2020       | Werder Brema II | RL              | 15         | 2          |                 | -               | -               |                    | -                  | -                  |             | -           | -           | 15     | 2      |
| 2020-2021       | Werder Brema II | RL              | 4          | 0          |                 | -               | -               |                    | -                  | -                  |             | -           | -           | 4      | 0      |
| 2020-2021       | Werder Brema    | BL              | 1          | 0          | CG              | 2               | 0               |                    | -                  | -                  |             | -           | -           | 3      | 0      |
| 2021-2022       | Werder Brema    | 2L              | 26         | 1          | CG              | 0               | 0               |                    | -                  | -                  |             | -           | -           | 26     | 1      |
| 2022-2023       | Werder Brema    | BL              | 6          | 0          | CG              | 0               | 0               |                    | -                  | -                  |             | -           | -           | 6      | 0      |
| Totale carriera | Totale carriera | Totale carriera | 52         | 3          |                 | 2               | 0               |                    | -                  | -                  |             | -           | -           | 54     | 3      |

### Cronologia presenze e reti in nazionale
| Cronologia completa delle presenze e delle reti in nazionale ― Bulgaria | Cronologia completa delle presenze e delle reti in nazionale ― Bulgaria | Cronologia completa delle presenze e delle reti in nazionale ― Bulgaria | Cronologia completa delle presenze e delle reti in nazionale ― Bulgaria | Cronologia completa delle presenze e delle reti in nazionale ― Bulgaria | Cronologia completa delle presenze e delle reti in nazionale ― Bulgaria | Cronologia completa delle presenze e delle reti in nazionale ― Bulgaria | Cronologia completa delle presenze e delle reti in nazionale ― Bulgaria |
| Data                                                                    | Città                                                                   | In casa                                                                 | Risultato                                                               | Ospiti                                                                  | Competizione                                                            | Reti                                                                    | Note                                                                    |
| ----------------------------------------------------------------------- | ----------------------------------------------------------------------- | ----------------------------------------------------------------------- | ----------------------------------------------------------------------- | ----------------------------------------------------------------------- | ----------------------------------------------------------------------- | ----------------------------------------------------------------------- | ----------------------------------------------------------------------- |
| 23-9-2022                                                               | Razgrad                                                                 | Bulgaria                                                                | 5 – 1                                                                   | Gibilterra                                                              | UEFA Nations League 2022-2023 - 1º turno                                | -                                                                       | 72’                                                                     |
| 26-9-2022                                                               | Skopje                                                                  | Macedonia del Nord                                                      | 0 – 1                                                                   | Bulgaria                                                                | UEFA Nations League 2022-2023 - 1º turno                                | -                                                                       | 41’                                                                     |
| 16-11-2022                                                              | Larnaca                                                                 | Cipro                                                                   | 0 – 2                                                                   | Bulgaria                                                                | Amichevole                                                              | -                                                                       | 46’                                                                     |
| 20-11-2022                                                              | Lussemburgo                                                             | Lussemburgo                                                             | 0 – 0                                                                   | Bulgaria                                                                | Amichevole                                                              | -                                                                       |                                                                         |
| 24-3-2023                                                               | Sofia                                                                   | Bulgaria                                                                | 0 – 1                                                                   | Montenegro                                                              | Qual. Euro 2024                                                         | -                                                                       |                                                                         |
| 27-3-2023                                                               | Budapest                                                                | Ungheria                                                                | 3 – 0                                                                   | Bulgaria                                                                | Qual. Euro 2024                                                         | -                                                                       | 85’                                                                     |
| 17-6-2023                                                               | Kaunas                                                                  | Lituania                                                                | 1 – 1                                                                   | Bulgaria                                                                | Qual. Euro 2024                                                         | -                                                                       |                                                                         |
| 20-6-2023                                                               | Razgrad                                                                 | Bulgaria                                                                | 1 – 1                                                                   | Serbia                                                                  | Qual. Euro 2024                                                         | -                                                                       |                                                                         |
| 7-9-2023                                                                | Plovdiv                                                                 | Bulgaria                                                                | 0 – 1                                                                   | Iran                                                                    | Amichevole                                                              | -                                                                       |                                                                         |
| 10-9-2023                                                               | Podgorica                                                               | Montenegro                                                              | 2 – 1                                                                   | Bulgaria                                                                | Qual. Euro 2024                                                         | -                                                                       |                                                                         |
| 14-10-2023                                                              | Sofia                                                                   | Bulgaria                                                                | 0 – 2                                                                   | Lituania                                                                | Qual. Euro 2024                                                         | -                                                                       | 68’                                                                     |
| 17-10-2023                                                              | Tirana                                                                  | Albania                                                                 | 2 – 0                                                                   | Bulgaria                                                                | Amichevole                                                              | -                                                                       | 74’ 86’                                                                 |
| 16-11-2023                                                              | Sofia                                                                   | Bulgaria                                                                | 2 – 2                                                                   | Ungheria                                                                | Qual. Euro 2024                                                         | -                                                                       |                                                                         |
| 19-11-2023                                                              | Leskovac                                                                | Serbia                                                                  | 2 – 2                                                                   | Bulgaria                                                                | Qual. Euro 2024                                                         | -                                                                       |                                                                         |
| 22-3-2024                                                               | Baku                                                                    | Tanzania                                                                | 0 – 1                                                                   | Bulgaria                                                                | Amichevole                                                              | -                                                                       |                                                                         |
| 25-3-2024                                                               | Baku                                                                    | Azerbaigian                                                             | 1 – 1                                                                   | Bulgaria                                                                | Amichevole                                                              | -                                                                       | 46’                                                                     |
| 5-9-2024                                                                | Zalaegerszeg                                                            | Bielorussia                                                             | 0 – 0                                                                   | Bulgaria                                                                | UEFA Nations League 2024-2025 - 1º turno                                | -                                                                       |                                                                         |
| 8-9-2024                                                                | Plovdiv                                                                 | Bulgaria                                                                | 1 – 0                                                                   | Irlanda del Nord                                                        | UEFA Nations League 2024-2025 - 1º turno                                | -                                                                       |                                                                         |
| 20-3-2025                                                               | Plovdiv                                                                 | Bulgaria                                                                | 1 – 2                                                                   | Irlanda                                                                 | UEFA Nations League 2024-2025 - Play-off                                | -                                                                       |                                                                         |
| 23-3-2025                                                               | Dublino                                                                 | Irlanda                                                                 | 2 – 1                                                                   | Bulgaria                                                                | UEFA Nations League 2024-2025 - Play-off                                | -                                                                       | 84’ 89’                                                                 |
| 6-6-2025                                                                | Plovdiv                                                                 | Bulgaria                                                                | 2 – 2                                                                   | Cipro                                                                   | Amichevole                                                              | -                                                                       |                                                                         |
| 10-6-2025                                                               | Heraklion                                                               | Grecia                                                                  | 4 – 0                                                                   | Bulgaria                                                                | Amichevole                                                              | -                                                                       | 62’ 85’                                                                 |
| Totale                                                                  |                                                                         | Presenze                                                                | 22                                                                      |                                                                         | Reti                                                                    | 0                                                                       |                                                                         |

## Palmarès
- Campionato inglese di seconda divisione: 1

Leeds Utd: 2024-2025